# Zonder titel (Dick Zwier)
Aan de gevels van drie bouwblokken aan het Blomwijckerpad in Amsterdam Nieuw-West zijn bij oplevering drie titelloze reliëfs geplaatst. De drie hebben Bijbelse teksten gemeen, kennelijk een vraag van de opdrachtgever de christelijke woningbouwvereniging Patrimonium. De drie reliëfs vertonen behalve het gezamenlijke thema ook overeenkomsten in plaats, kleurvoering en stijl. Dat laatste geldt ook voor de woonblokken.  
Het reliëf op de hoek van het Blomwijckerpad 49 en Cromme Camp 1 was uitbesteed aan de kunstenaar Dick Zwier. Hij liet zich inspireren door Spreuken 24, regel 33 en 34, die neerkomt op het volgende:
33: Als je steeds zegt: 'Nog even slapen, nog even doezelen, nog even lekker liggen met mijn handen achter mijn hoofd,'
34: komt je armoede eraan, zo snel als een hardloper. Gebrek overvalt je zo plotseling als een rover.
De bron is te lezen rechts onderaan het reliëf (Spr.24: 33-34). Regels 30 tot en met 32 leiden ze in omtrent een luie boer, die zijn wijngaard ten onder ziet gaan aan doornstruiken en onkruid.
Het kreeg later titels toebedeeld als (De) Krijger en Een gewapend man.